# Championnat d'Océanie masculin de basket-ball 2009
Navigation
Édition précédente Édition suivante
Le championnat d'Océanie de basket-ball 2009 est le 19e championnat d'Océanie  de basket-ball masculin organisé par la FIBA Océanie. La compétition a lieu en Australie et en Nouvelle-Zélande du 23 août au 25 août 2009. 
Seules deux équipes disputent le tournoi qualificatif pour le championnat du monde de basket-ball 2010 : l'Australie et la Nouvelle-Zélande. Le tournoi se joue en une rencontre aller-retour. La Nouvelle-Zélande remporte le tournoi sur un score cumulé de 177 à 162 et est ainsi sacrée pour la 3e fois championne d'Océanie.

## Résultats
| Date         | Équipe 1         | Score    | Équipe 2         | Lieu       |
| ------------ | ---------------- | -------- | ---------------- | ---------- |
| 23 août 2009 | Australie        | 84 - 77  | Nouvelle-Zélande | Sydney     |
| 25 août 2009 | Nouvelle-Zélande | 100 – 78 | Australie        | Wellington |